# Scottish League One 2020/21
Die Scottish League One wurde 2020/21 zum 8. Mal als dritthöchste Fußball-Spielklasse der Herren in Schottland ausgetragen. Die Liga wurde offiziell als Scottish League One ausgetragen und war nach der Premiership und Championship eine der vier Ligen in der 2013 gegründeten Scottish Professional Football League. Gefolgt wurde die League One von der League Two. 
Die Saison wurde von der Scottish Professional Football League geleitet und ausgetragen und begann am 17. Oktober 2020. Die Spielzeit endete mit dem 22. Spieltag im Mai 2021.
In der Saison 2020/21 traten zehn Klubs an. Diese sollten in insgesamt 27 Spieltagen gegeneinander antreten. Jedes Team spielte jeweils einmal zu Hause und auswärts gegen jedes andere. Danach sollten ursprünglich weitere neun Spielrunden absolviert werden. Am 11. Januar 2021 erklärte der schottische Fußballverband, das alle Spiele unterhalb der Scottish Championship sowie der Pokal wegen der verschärften Lockdown-Bedingungen im Bezug zu der COVID-19-Pandemie im Vereinigten Königreich bis zum 31. Januar 2021 ausgesetzt sind und ab einem späteren Datum fortgesetzt werden sollen. Die Unterbrechung des Spielbetriebs der League One dauerte bis Anfang März. Der Wettbewerb wurde am 20. März mit einem neuen Spielformat fortgesetzt. Dieses vorsah, dass nach der Ausspielung der 18. Runde, die Liga in zwei Gruppen der Meisterschafts- und Abstiegs-Play-offs unterteilt wird, wobei alle Vereine noch vier Spiele (und damit insgesamt 22 Spiele) absolvieren sollen.
Als Absteiger aus der letztjährigen Championship nimmt Partick Thistle an der League One teil. Als Aufsteiger aus der vorherigen League Two die Cove Rangers.
Partick Thistle wurde Meister und stieg in die Championship auf. Der Airdrieonians FC die Cove Rangers und der FC Montrose nahmen an den Aufstieg-Play-offs teil. Der FC Dumbarton an der Abstiegs-Relegation. Forfar Athletic stieg direkt in die League Two ab.

## Vereine
| Verein           | Stadt       | Stadion                    | Kapazität |
| ---------------- | ----------- | -------------------------- | --------- |
| Airdrieonians FC | Airdrie     | Excelsior Stadium          | 10.101    |
| Cove Rangers     | Cove Bay    | Balmoral Stadium           | 02.602    |
| FC Clyde         | Cumbernauld | Broadwood Stadium          | 08.086    |
| FC Dumbarton     | Dumbarton   | Dumbarton Football Stadium | 02.020    |
| FC East Fife     | Methil      | Bayview Stadium            | 01.980    |
| FC Falkirk       | Falkirk     | Falkirk Stadium            | 07.937    |
| Forfar Athletic  | Forfar      | Station Park               | 06.777    |
| FC Montrose      | Montrose    | Links Park                 | 04.936    |
| Partick Thistle  | Glasgow     | Firhill Stadium            | 10.102    |
| FC Peterhead     | Peterhead   | Balmoor Stadium            | 03.150    |

## 1. Runde

### Abschlusstabelle
| Pl.             | Verein              | Sp. | S | U | N  | Tore    | Diff. | Punkte |
| --------------- | ------------------- | --- | - | - | -- | ------- | ----- | ------ |
| 1.              | Partick Thistle (A) | 18  | 9 | 6 | 3  | 030:130 | +17   | 33     |
| 2.              | FC Falkirk          | 18  | 9 | 4 | 5  | 026:150 | +11   | 31     |
| 3.              | Cove Rangers (N)    | 18  | 9 | 4 | 5  | 022:120 | +10   | 31     |
| 4.              | Airdrieonians FC    | 18  | 9 | 2 | 7  | 029:220 | +7    | 29     |
| 5.              | FC Montrose         | 18  | 7 | 6 | 5  | 027:260 | +1    | 27     |
| 6.              | FC East Fife        | 18  | 8 | 3 | 7  | 023:250 | −2    | 27     |
| 7.              | FC Peterhead        | 18  | 7 | 2 | 9  | 015:210 | −6    | 23     |
| 8.              | FC Clyde            | 18  | 6 | 2 | 10 | 022:320 | −10   | 20     |
| 9.              | FC Dumbarton        | 18  | 5 | 4 | 9  | 009:180 | −9    | 19     |
| 10.             | Forfar Athletic     | 18  | 2 | 5 | 11 | 012:310 | −19   | 11     |
| Stand: Endstand |                     |     |   |   |    |         |       |        |

Platzierungskriterien: 1. Punkte – 2. Tordifferenz – 3. geschossene Tore – 4. Direkter Vergleich (Punkte, Tordifferenz, geschossene Tore)
| 1. Runde 2020/21: |

| Zum Saisonende 2019/20 |                                                 |
| (A)                    | Absteiger aus der Scottish Championship 2019/20 |
| (N)                    | Aufsteiger aus der Scottish League Two 2019/20  |

## 2. Runde

### Meisterschafts-Play-offs

#### Abschlusstabelle
| Pl.             | Verein              | Sp. | S | U | N | Tore    | Diff. | Punkte | Bonus | Gesamt |
| --------------- | ------------------- | --- | - | - | - | ------- | ----- | ------ | ----- | ------ |
| 1.              | Partick Thistle (A) | 4   | 2 | 1 | 1 | 010:500 | +5    | 07     | 33    | 40     |
| 2.              | Airdrieonians FC    | 4   | 3 | 0 | 1 | 006:200 | +4    | 09     | 29    | 38     |
| 3.              | Cove Rangers (N)    | 4   | 1 | 2 | 1 | 006:600 | ±0    | 05     | 31    | 36     |
| 4.              | FC Montrose         | 4   | 2 | 0 | 2 | 006:700 | −1    | 06     | 27    | 33     |
| 5.              | FC Falkirk          | 4   | 0 | 1 | 3 | 003:110 | −8    | 01     | 31    | 32     |
| Stand: Endstand |                     |     |   |   |   |         |       |        |       |        |

Platzierungskriterien: 1. Punkte – 2. Tordifferenz – 3. geschossene Tore

| Zum Saisonende 2020/21: |

| Zum Saisonende 2019/20 |                                                 |
| (A)                    | Absteiger aus der Scottish Championship 2019/20 |
| (N)                    | Aufsteiger aus der Scottish League Two 2019/20  |

### Abstiegs-Play-offs

#### Abschlusstabelle
| Pl.             | Verein          | Sp. | S | U | N | Tore    | Diff. | Punkte | Bonus | Gesamt |
| --------------- | --------------- | --- | - | - | - | ------- | ----- | ------ | ----- | ------ |
| 6.              | FC East Fife    | 4   | 2 | 0 | 2 | 007:800 | −1    | 06     | 27    | 33     |
| 7.              | FC Peterhead    | 4   | 2 | 0 | 2 | 009:600 | +3    | 06     | 23    | 29     |
| 8.              | FC Clyde        | 4   | 2 | 0 | 2 | 005:600 | −1    | 06     | 20    | 26     |
| 9.              | FC Dumbarton    | 4   | 2 | 0 | 2 | 005:600 | −1    | 06     | 19    | 25     |
| 10.             | Forfar Athletic | 4   | 2 | 0 | 2 | 006:600 | ±0    | 06     | 11    | 17     |
| Stand: Endstand |                 |     |   |   |   |         |       |        |       |        |

Platzierungskriterien: 1. Punkte – 2. Tordifferenz – 3. geschossene Tore

| Zum Saisonende 2020/21: |

## Relegation
Teilnehmer an den Relegationsspielen sind der Neuntplatzierte aus der diesjährigen League One, der FC Dumbarton, sowie drei Mannschaften aus der League Two, Edinburgh City, Elgin City und der FC Stranraer. Die Sieger der ersten Runde spielen in der letzten Runde um einen Platz für die folgende Scottish-League-One-Saison 2021/22.
Erste Runde
Die Spiele wurden am 8. und 11. Mai 2021 ausgetragen.
|              | Gesamt |                | Hinspiel | Rückspiel |
| ------------ | ------ | -------------- | -------- | --------- |
| FC Stranraer | 0:1    | FC Dumbarton   | 0:0      | 0:1       |
| Elgin City   | 2:3    | Edinburgh City | 0:1      | 2:2       |

Zweite Runde
Die Spiele werden am 17. und 20. Mai 2021 ausgetragen.
|                | Gesamt |              | Hinspiel | Rückspiel |
| -------------- | ------ | ------------ | -------- | --------- |
| Edinburgh City | 2:3    | FC Dumbarton | 1:3      | 1:0       |